# Адміністративний устрій Довжанського району
Адміністративний устрій Довжанського району — адміністративно-територіальний устрій Довжанського району Луганської області на 1 селищну раду та 6 сільських рад, які об'єднують 30 населених пунктів і підпорядковані Свердловській міській раді. Адміністративний центр — місто Довжанськ, яке є містом обласного значення та не входить до складу району.

## Список радДовжанського району
| № | Назва                             | Центр                | Населені пункти                                                                    | Площа км² | Місце за площею | Населення (2001), осіб. | Місце за населенням |
| - | --------------------------------- | -------------------- | ---------------------------------------------------------------------------------- | --------- | --------------- | ----------------------- | ------------------- |
| 1 | Бірюківська селищна рада          | смт Криничне         | смт Криничне c-ще Братське c-ще Довжанське                                         |           |                 |                         |                     |
| 2 | Дар'їно-Єрмаківська сільська рада | с. Дар'їно-Єрмаківка | с. Дар'їно-Єрмаківка с. Астахове с. Карпове-Кріпенське                             |           |                 |                         |                     |
| 3 | Матвіївська сільська рада         | с. Матвіївка         | с. Матвіївка с. Антракоп c-ще Іващенко с. Ритикове с. Уткине                       |           |                 |                         |                     |
| 4 | Медвежанська сільська рада        | с. Медвежанка        | с. Медвежанка с. Куряче с. Миколаївка с. Нагірне                                   |           |                 |                         |                     |
| 5 | Новоборовицька сільська рада      | с. Новоборовиці      | с. Новоборовиці с. Верхньотузлове с. Дар'ївка с. Зеленопілля с. Любиме с. Мар'ївка |           |                 |                         |                     |
| 6 | Олександрівська сільська рада     | с. Олександрівка     | с. Олександрівка с. Ананьївка с. Панченкове                                        |           |                 |                         |                     |
| 7 | Провальська сільська рада         | с. Провалля          | с. Провалля с. Бобриківка с. Зимівники с. Калинник с. Маяк с. Черемшине            |           |                 |                         |                     |

* Примітки: м. — місто, смт — селище міського типу, с. — село, с-ще — селище